# Rothschildia speculizaba
Rothschildia speculizaba är en fjärilsart som beskrevs av Vogeler 1931. Rothschildia speculizaba ingår i släktet Rothschildia och familjen påfågelsspinnare. Inga underarter finns listade.